# Efecte memòria de les bateries
L'efecte memòria, també conegut com a efecte de la bateria gandula, és un efecte observable a les bateries recarregables que causa que retinguin menys càrrega, per culpa de la formació de petits cristalls a l'interior de la bateria. El significat original descriu la situació específica de les bateries de níquel i cadmi en què es redueix el màxim de càrrega si es recarreguen repetidament després d'una descàrrega parcial. Avui dia, l'expressió s'aplica a gairebé tots els casos en què una bateria reté menys càrrega de l'esperada. El problema també afecta les bateries de níquel i hidrur metàl·lic i, tot i que en molt menor mesura, les de plom i àcid i les de ions de liti.
Per evitar l'efecte memòria, n'hi ha prou amb realitzar una càrrega completa cada cert nombre de càrregues (normalment, aquest nombre el detalla el fabricant).

## Descobriment
L'efecte va ser descobert per la NASA als seus satèl·lits artificials. Els satèl·lits recarreguen les seves bateries gràcies a plafons solars fotovoltaics quan passen per zones on són exposats a la llum del Sol, passant regularment del sol a l'ombra. Els enginyers de la NASA van observar que després d'un cert nombre de cicles sol-ombra, les bateries ja no es poden carregar més enllà d'un cert nivell, com si l'haguessin memoritzat. A la nostra vida diària, l'efecte no s'acostuma a presentar, excepte en casos de sistemes automàtics, atès que nomeś es produeix quan les descàrregues successives són aturades exactament al mateix punt les la capacitat de càrrega.